# Shadow Lady
Shadow Lady ist eine Manga-Serie des japanischen Zeichners Masakazu Katsura, die ab 1993 in Japan erschien. Sie wurde in mehrere Sprachen übersetzt, unter anderem ins Deutsche.

## Handlung
Das schüchterne Mädchen Aimi Komori ist Kellnerin in einem Café in der Stadt Gray City und verliebt in den Erfinder und Polizisten Bright Honda. Eines Tages kommt der kleine Oni De-Mo aus der Dämonenwelt und gibt ihr seinen magischen Lidschatten. Mit diesem verwandelt sie sich in die Katzen-Diebin Shadow Lady. Als diese verübt sie Verbrechen in der Stadt während sie tagsüber weiter ihrem Beruf nachgeht. De-Mo begleitet sie dabei, meist in menschlicher Gestalt, in der er sich als ihr Bruder ausgibt.
Shadow Lady wird so bald von der Polizei der Stadt gejagt, insbesondere Inspector Dory. Auch Bright Honda macht sich auf eigene Faust auf, Shadow Lady zu fassen und ihre Kräfte für die Gerechtigkeit zu nutzen. Seine ehemalige Partnerin Lime Hosokawa, mit der er früher Erfindungen präsentiert hat, hat ähnliche Ziele und verwandelt sich dazu mittels ihrer Erfindungen in Spark Girl. Jedoch kann Shadow Lady die Polizei und Spark Girl immer wieder austricksen. Schließlich erkennt Honda, dass er Shadow Lady jagt, weil er sich in sie verliebt hat.

## Charaktere
Aimi Komori wird als sanftmütig, ruhig und schüchtern dargestellt. Während ihres täglichen Lebens als Kellnerin in Gray City legt sie ein schüchternes und zurückhaltendes Verhalten an den Tag. Ihr Aussehen ist ebenfalls eher unauffällig und sticht nicht aus der Menge hervor. Im Gegensatz dazu erfährt Aimis Charakter als Shadow Lady eine dramatische Veränderung und entspricht äußerlich einer Bishōjo. Sie verwandelt sich durch das Auftragen ihres magischen Lidschattens in eine energische, kokette und extravagante Diebin, die Selbstvertrauen und Kühnheit ausstrahlt. Ihr Outfit wird zu einem freizügigen Kostüm, von dem nach ihren Kämpfen häufig nur Fetzen über bleiben. Als Shadow Lady verübt sie Einbrüche und nutzt ihre Kräfte und Beweglichkeit, um waghalsige Raubüberfälle zu begehen. Aimi ist in Bright Honda verliebt, was zu Konflikten führt, als sie herausfindet, dass er Gefühle für Shadow Lady hat.
De-Mo ist ein schelmischer und gerissener Dämon, der Aimi in ihrem Alltag begleitet. Er hat die Form einer kleinen teufelähnlichen Kreatur mit fledermausähnlichen Flügeln und scharfen Zähnen und verfügt über ein immenses Wissen an Magie und Übernatürlichem. Er unterstützt Aimi, gibt ihr Ratschläge und hilft ihr bei ihren Abenteuern als Shadow Lady. De-Mo hat eine starke Bindung zu Aimi und ist ihr gegenüber äußerst loyal.
Bright Honda ist ein engagierter Polizist und Erfinder, der über einen ausgeprägten Sinn für Gerechtigkeit verfügt. Er ist bekannt für seinen Intellekt, seine scharfe Beobachtungsgabe und seine unerschütterliche Entschlossenheit bei der Aufklärung von Verbrechen. Er ist davon besessen, Shadow Lady zu fassen und sie davon zu überzeugen, ihre Kräfte für das Wohl der Allgemeinheit einzusetzen – auch, weil er sich in Shadow Lady verliebt hat. Im Laufe der Geschichte versucht Honda, Shadow Lady zu fangen und sie vor Gericht zu stellen, ohne sich seiner persönlichen Verbindung zu ihr bewusst zu sein.
Lime Hosokawa ist Bright Hondas ehemalige Erfinderkollegin, die Gefühle für ihn hegt, welche Honda nicht erwidert. Mit ihrem Können entwirft sie ein Kostüm sowie einige andere Gegenstände, durch die sie sich in Spark Girl verwandelt. Als Lime schließt sie Freundschaft mit Aimi, während sie als Spark Girl versucht, Shadow Lady zu enttarnen und ihre Kräfte zu stehlen, um Brights Gunst zu gewinnen.  
Inspector Dory ist wie Bright Honda ein Teil des Gray City Police Departments. Er ist darauf versessen, die Diebin Shadow Lady zu fangen und weigert sich, trotz immer wieder auftretender Hindernisse und Rückschläge, seine Jagd nach ihr zu beenden. Im Laufe des Mangas werden seine Pläne stetig absurder.

## Veröffentlichungen
Der Manga wurde ab 1993 im Magazin V-Jump des Verlags Shūeisha veröffentlicht, nach einer Unterbrechung dann ab 1995 im Magazin Weekly Shōnen Jump. 1996 wurde die Serie abgeschlossen. Die Einzelkapitel wurden in insgesamt drei Sammelbände zusammengefasst. Der Titel der Serie ist abgeleitet von ihrer Arbeit im Schatten der Nacht und die Verwandlung durch Lidschatten.
Beim Verlag Carlsen Comics erschienen von Februar 2009 bis August 2009 alle drei Bände auf Deutsch. Die Übersetzung stammt von Costa Caspary. Der Manga erschien auf Englisch bei Dark Horse Comics, auf Französisch bei Tonkam und auf Italienisch bei Star Comics. Die Spanische Übersetzung erschien in Mexiko bei Grupo Editorial Vid und in Spanien bei Norma Editorial und Planeta DeAgostini Comics.

## Rezeption
Für Jason Thompson zeigt Shadow Lady das Dilemma, in dem Masakazu Katsura sich befinde: Er wolle Superheldencomics im Stile Batmans erzählen, aber seine Leserschaft verlange nach Ähnlichem wie seine vorigen Werke Video Girl Ai und I"s. So entstehe Slapstick-Action, in der die Klamotten der Protagonistin ständig zerfetzt werden, was beweise, dass Katsura nicht für das Genre Comedy geeignet sei und wohl auch nicht mal für Action. Die Zeichnungen jedoch seien wundervoll, wenn auch Cartoon-hafter als in seinen älteren Werken.
Die Geschichte der Serie sei „etwas absurd […] aber trotzdem sehr amüsant zu lesen“, so die AnimaniA. Das Motiv der Dreiecksbeziehung komme bereits in Katsuras früheren Werken vor und werde hier in eine klamaukige Geschichte eingearbeitet, die „das Superhelden-Genre nicht ganz ernst nimmt“. Trotz des im Vergleich zu aktuellen Mangas nicht mehr taufrischen Zeichenstils sei die Serie „ein zeitloser Spaß mit einem Schuss Erotik, der mit seiner kurven- und wendungsreichen Story auch heute noch gut unterhält“.

## Another World
Katsura veröffentlichte zu Shadow Lady noch einen Kurzmanga mit dem Titel Another World, der in einem alternativen Handlungsuniversum spielt: Die Schülerin Aimi Komori ist in den Austauschschüler Bright Honda verliebt. Um ihr Selbstvertrauen zu geben, verleiht ihr ihre Großmutter den magischen Lidschatten und haucht einer ihrer Puppen Leben ein. Die Puppe wird zu De-Mo. Schließlich fasst Aimi als Shadow Lady einen Juwelendieb, wodurch sich Bright in sie verliebt.